# Loka pri Mengšu
Loka pri Mengšu – wieś w Słowenii, w gminie Mengeš. W 2018 roku liczyła 862 mieszkańców.